# Raumkunst
Die Raumkunst ist die Kunst der räumlichen Gestaltung. Der Begriff wird heute primär als Synonym für Innenarchitektur verstanden, er bezog sich jedoch ursprünglich auf alle räumlichen Ebenen, insbesondere Architektur und Innenarchitektur, aber auch auf Städtebau (Stadtbaukunst), Gartenkunst, Landschaftsarchitektur, Bildhauerei (Bauplastik), Malerei, Möbeldesign sowie das Design von weiteren Gebrauchsgegenständen, Materialien und Oberflächen in Räumen, und war oft mit dem Anspruch verbunden, ein Gesamtkunstwerk zu schaffen.

## Begriffsgeschichte
Der Begriff „Raumkunst“ tritt in der Zeit zwischen 1800 und 1820 gehäuft sowie ab 1880 nochmals deutlich verstärkt auf, wobei er in Veröffentlichungen um 1910 und 1920 Höhepunkte erreicht. Danach flacht die Häufigkeit seiner Verwendung wieder ab, bleibt jedoch über dem Niveau vom Beginn des 19. Jahrhunderts. Die mit dem Terminus verknüpften Bedeutungen entwickelten sich entsprechend der Raumtheorie parallel zur Entwicklung einer Philosophie der Zeit. Dabei stand einer ästhetisch-philosophischen Auseinandersetzung eine breite kunsthistorische Forschung zur Seite. Die Analyse weitete sich bis in die 1920er Jahre immer mehr zu einer Theorie über die Perspektiven der Rezipienten aus. So versuchten der Bildhauer Adolf von Hildebrand in seiner Arbeit Das Problem der Form in der Bildenden Kunst (1893) und der Kunsthistoriker Hans Cornelius in der Schrift Elementargesetze der bildenden Künste (1908) naturwissenschaftlich orientierte Erklärungen für den Sehakt zu finden. Die Kunsthistoriker Dagobert Frey und Erwin Panofsky erkannten unter anderen Aspekten den psychologisch-kulturellen Anteil des perspektivischen Denkens. Es entstanden empirisch orientierte Lehren von den Abhängigkeitsbeziehungen zwischen künstlerischer Form, Psyche und Physis. Hinzu traten Fallstudien zum Raum in der Architektur, zur Plastik, Malerei und zur Raumtheorie im Allgemeinen. Allerdings blieb das Phänomen kunstgeschichtlich nur schemenhaft skizziert. Um 1930 war sein Begriffsinhalt nach allgemeinem Verständnis auf die Gestaltung des Interieurs verengt, so dass im Großen Herder von 1934 die Raumkunst als eine Disziplin beschrieben wurde, welche „Räume mit festem oder beweglichem Hausrat zu einer abgestimmten Gesamtwirkung ausstattet“.